# Tatranský pohár 1931/1932
3. ročník Tatranského poháru se uskutečnil od 2. 1. 1932 do 6. ledna 1932. Turnaj se tehdy odehrál pod názvem Pohár Paláce sanatoria Dr. Szontagha. Zápasy se hrály v Novém Smokovci, Tatranské Lomnici a Štrbském Plesu. Vítězem se stal obhájce trofeje tým LTC Praha. Kromě turnajových utkání se odehrálo i několik přátelských zápasů.

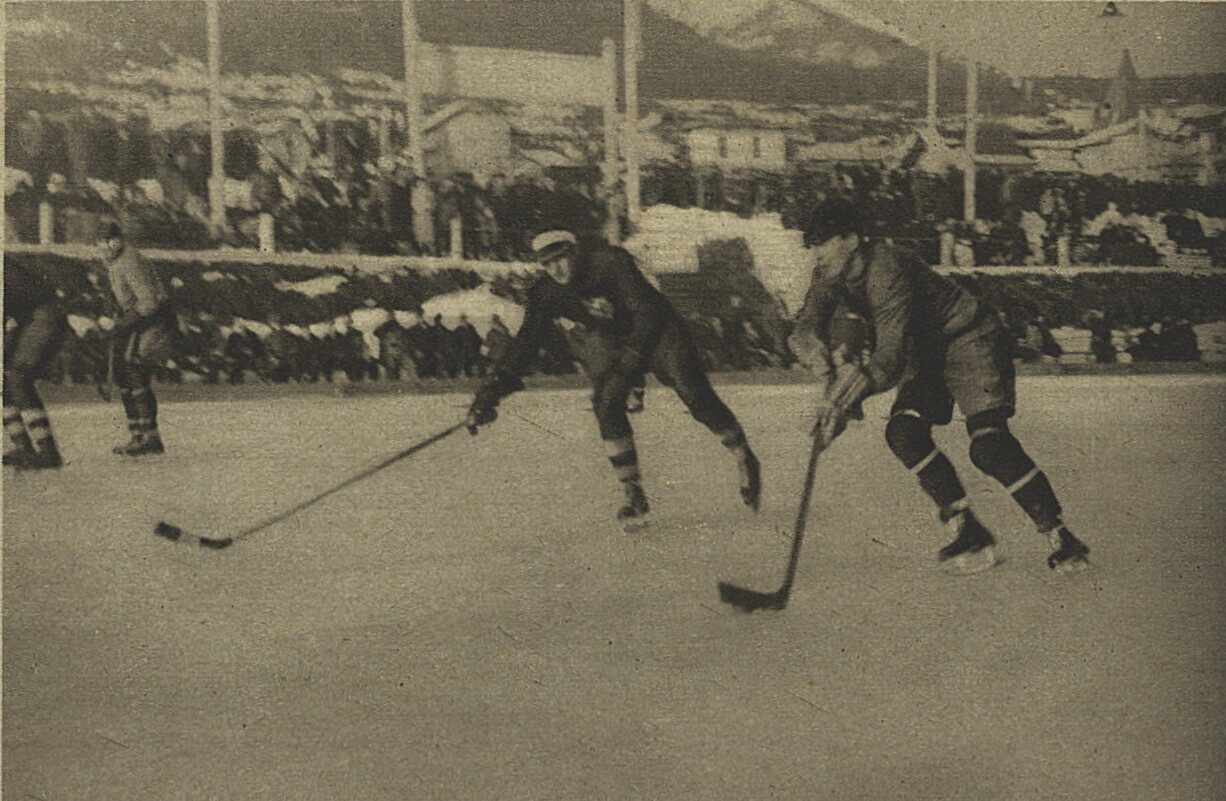
Momentka ze zápasu LTC Praha–VS Brno. V držení puku je Maleček.

## Účastníci
- LTC Praha
- VS Brno
- VS Praha
- SK Prostějov
- Ski Klub Bratislava
- Pötzleinsdorfer SK
- I. ČLTK Plzeň
- SK Slovan Moravská Ostrava
- HC Poprad
- BBTE Budapešť
- ŠK Žilina
- Vyšehrad Praha
- AC Sparta Praha
- ŠK Vysoké Tatry

## Zápasy ve skupinách

### Skupina 1
|    |                     | LTC  | Prostějov | Brno | VS Praha | Bratislava | V | R | P | Skóre | B |
| 1. | LTC Praha           | xxx  | 15:0      | 10:0 | 15:1     | 11:0       | 4 | 0 | 0 | 51:1  | 8 |
| 2. | SK Prostějov        | 0:15 | xxx       | 1:1  | 1:0      | 4:0        | 2 | 1 | 1 | 6:16  | 5 |
| 3. | VS Brno             | 0:10 | 1:1       | xxx  | 2:2      | 2:0        | 1 | 2 | 1 | 5:13  | 4 |
| 4. | VS Praha            | 1:15 | 0:1       | 2:2  | xxx      | 1:0        | 1 | 1 | 2 | 4:18  | 3 |
| 5. | Ski Klub Bratislava | 0:11 | 0:4       | 0:2  | 0:1      | xxx        | 0 | 0 | 4 | 0:18  | 0 |

VS Brno – Ski Klub Bratislava 2:0 (2:0, 0:0, 0:0)

2. ledna 1932

Branky: Jankovský 2.

LTC Praha – VS Praha 15:1 (6:0, 4:0, 5:1)

2. ledna 1932

Branky: Maleček 8, Hromádka 6, Švihovec - Brandt.

LTC Praha – SK Prostějov 15:0 (6:0, 7:0, 2:0)

2. ledna 1932

Branky: Maleček 9, Hromádka 2, Švihovec, Pušbauer, Kučera a Král.

LTC Praha – VS Brno 10:0 (5:0, 2:0, 3:0)

3. ledna 1932

Branky: Maleček 4, Hromádka 3, Peters 2 a Pušbauer.

VS Praha – Ski Klub Bratislava 1:0 (0:0, 0:0, 1:0)

3. ledna 1932

Branka: Pácalt.

SK Prostějov – VS Brno 1:1 (0:0, 0:1, 1:0)

4. ledna 1932

Branky: Michálek - Jankovský.

LTC Praha – Ski Klub Bratislava 11:0 (3:0, 5:0, 3:0)

4. ledna 1932

Branky: Maleček 5, Hromádka 3, Král, Švihovec, Schmaus.

SK Prostějov – VS Praha 1:0 (0:0, 0:0, 1:0)

5. ledna 1932

Branky: Michálek.

SK Prostějov – Ski Klub Bratislava 4:0 (0:0, 2:0, 2:0)

5. ledna 1932

VS Praha – VS Brno 2:2  (1:1, 1:1, 0:0)

6. ledna 1932

Branky: Kopal, Brant - Lugr, Jankovský.

Zápas o mistra ve studentském hokeji.

### Skupina 2
|    |                            | Pötzleinsdorfer | Plzeň | Ostrava | Poprad | V | R | P | Skóre | B |
| 1. | Pötzleinsdorfer SK         | xxx             | 5:0   | 3:0     | 5:0    | 3 | 0 | 0 | 13:0  | 6 |
| 2. | I. ČLTK Plzeň              | 0:5             | xxx   | 3:1     | 6:2    | 2 | 0 | 1 | 9:8   | 4 |
| 3. | SK Slovan Moravská Ostrava | 0:3             | 1:3   | xxx     | 5:0    | 1 | 0 | 2 | 6:6   | 2 |
| 4. | HC Poprad                  | 0:5             | 2:6   | 0:5     | xxx    | 0 | 0 | 3 | 2:16  | 0 |

SK Slovan Moravská Ostrava – HC Poprad 5:0 (0:0, 1:0, 4:0)

2. ledna 1932

Branky: Jedlička 3, Süss, Bombin.

I. ČLTK Plzeň – HC Poprad 6:2 (3:0, 1:2, 2:0)

2. ledna 1932

Branky: Wolf 3, Čechura 2, Košan - Olejár, Riczinger.

Pötzleinsdorfer SK – I. ČLTK Plzeň 5:0 (3:0, 0:0, 2:0)

3. ledna 1932

Branky: Tatzer 2, Ertl 2, Schmucker.

Pötzleinsdorfer SK – HC Poprad 5:0  (3:0, 0:0, 2:0)

4. ledna 1932

Branky: Schmucker 3, Ertl a Hennhapper.

I. ČLTK Plzeň – SK Slovan Moravská Ostrava 3:1 (2:0, 0:1, 1:0)

4. ledna 1932

Pötzleinsdorfer SK – SK Slovan Moravská Ostrava 3:0 (0:0, 1:0, 2:0)

5. ledna 1932

Branky: Ertl 2, Schmucker.

### Skupina 3
|    |                 | Budapešť | Vyšehrad | Žilina | Vysoké Tatry | Sparta | V | R | P | Skóre | B |
| 1. | BBTE Budapešť   | xxx      | 4:0      | 8:0    | 2:0          | 6:1    | 4 | 0 | 0 | 20:1  | 8 |
| 2. | Vyšehrad Praha  | 0:4      | xxx      | 3:0    | 7:1          | 4:0    | 3 | 0 | 1 | 14:5  | 6 |
| 3. | ŠK Žilina       | 0:8      | 0:3      | xxx    | 3:3          | 2:0    | 1 | 1 | 2 | 5:14  | 3 |
| 4. | ŠK Vysoké Tatry | 0:2      | 1:7      | 3:3    | xxx          | 2:2    | 0 | 2 | 2 | 6:14  | 2 |
| 5. | AC Sparta Praha | 1:6      | 0:4      | 0:2    | 2:2          | xxx    | 0 | 1 | 3 | 3:14  | 1 |

AC Sparta Praha – ŠK Vysoké Tatry 2:2 (1:0, 1:0, 0:2)

2. ledna 1932

Branky: Loukota, Židlický - Dzurilla I., Tomášek.

Vyšehrad Praha – AC Sparta Praha 4:0 (3:0, 0:0, 1:0)

3. ledna 1932

Branky: Václav Doležal, Růžička, Morávek a Krause.

BBTE Budapešť – ŠK Žilina 8:0 (0:0, 3:0, 5:0)

3. ledna 1932

Branky: Háray 2, Barcza 2, Bikar 2, Erdödy, Stoicz.

BBTE Budapešť – ŠK Vysoké Tatry 2:0 (2:0, 0:0, 0:0)

3. ledna 1932

Branky: Stoics a Barcza.

ŠK Žilina – ŠK Vysoké Tatry 3:3 (1:2, 1:1, 1:0)

4. ledna 1932

Branky: Nývlt 2, Morávek - Tomašek 2, Riedl.

BBTE Budapešť – Vyšehrad Praha 4:0 (2:0, 0:0, 2:0)

4. ledna 1932

Branky: Bikar 2, Háray, Stoics.

ŠK Žilina – AC Sparta Praha 2:0 (0:0, 1:0, 1:0)

4. ledna 1932

Branky: Nývlt, Bartošek.

Vyšehrad Praha – ŠK Vysoké Tatry 7:1 (0:1, 5:0, 2:0)

5. ledna 1932

Branky: Růžička 4, Krause, Morávek a Doležal - Tomašek.

Vyšehrad Praha – ŠK Žilina 3:0 (1:0, 2:0, 0:0)

5. ledna 1932

Branky: Morávek, Krause a Hermann.

BBTE Budapešť – AC Sparta Praha 6:1 (0:0, 2:1, 4:0)

5. ledna 1932

Branky: Háray 4 a Bikar 2 - Židlický.

## Finále
Vítězové skupin se utkali každý s každým o celkové vítězství na turnaji.

LTC Praha – BBTE Budapešť 12:0 (4:0, 2:0, 6:0)

6. ledna 1932

Branky: Maleček 7, Hromádka 2, Švihovec, Peters, Pušbauer.

Pötzleinsdorfer SK – BBTE Budapešť 5:2 (1:1, 3:0, 1:1)

6. ledna 1932

Branky: Tatzer 2, Ertl 2, Schmucker - Barcza, Háray.

LTC Praha – Pötzleinsdorfer SK 3:0 (1:0, 1:0, 1:0)

6. ledna 1932

Branky: Maleček 2, Hromádka.

 Tým LTC získal vítěznou trofej Pohár Palace Sanatoria natrvalo do svého držení.

 Část rozhodujícího zápasu přenášela v přímém přenosu rozhlasová stanice Radiojournal s komentářem Josefa Laufra.

## Skupina o 4. – 6. místo
Týmy, které skončily v základních skupinách na druhém místě se měly utkat každý s každým o pořadí na 4. – 6. místě.

SK Prostějov – I. ČLTK Plzeň 5:1 (1:1, 2:0, 2:0)

6. ledna 1932

Branky: Jan Michálek, Alois Cetkovský, Jirotka, Gardavský – Wolf.

Další zápasy byly odřeknuté, proto se o 4. místo podělily týmy Prostějova a Vyšehradu.

## Soupisky
1.  LTC Praha

Brankář: Peka

Obránci: Pušbauer, Peters, Král

Útočníci: Tožička, Maleček, Hromádka, Švihovec, Kučera a Schmaus.
2.  Pötzleinsdorfer SK

Brankář: Oerdegh

Obránci: Stuchlý, Trappl

Útočníci: Tatzer, Ertl, Schmucker, Gärtner, Höhnapel, Hans Schneider.
3.  BBTE Budapešť

Brankář: Hircsák

Obránci:  Erdödy, Békesi

Útočníci: Bikár, Háray, Stoiczs, Huber, Turcsányi.